# Нахабцев, Владимир Дмитриевич
Влади́мир Дми́триевич Наха́бцев (16 июля 1938, Калининский, Московская область — 10 марта 2002, Москва) — советский и российский кинооператор, народный артист РСФСР (1991).

## Биография
Родился 16 июля 1938 года на подмосковной станции Болшево (ныне в черте города Королёв). Окончил операторский факультет ВГИКа (1961, мастерская А. В. Гальперина). По окончании института работал вторым оператором на съёмках картины «Гусарская баллада» Эльдара Рязанова. Следующий фильм Рязанова, «Дайте жалобную книгу», Нахабцев снимал уже в качестве оператора-постановщика (совместно с Анатолием Мукасеем). Всего Нахабцев снял восемь картин Рязанова. Также работал с режиссёрами: Аллой Суриковой, Эмилем Лотяну, Марком Захаровым, Александром Миттой, Евгением Ташковым, Исааком Фридбергом.
Преподавал во ВГИКе.
В 1985—1986 годах читал курс лекций «Изобразительное решение фильма» на Высших курсах сценаристов и режиссёров.
Член КПСС с 1975 года, член Союза кинематографистов СССР (Москва), в 1981 году избирался секретарём правления СК СССР.
Был женат на актрисе Нонне Савельевне Тен. Сын Владимир, режиссёр.
Скончался в Москве 10 марта 2002 года. Похоронен на Троекуровском кладбище (участок № 13).

## Призы и награды
- Медаль «За трудовое отличие» (12 апреля 1974 года) — за заслуги в развитии советской кинематографии и активное участие в коммунистическом воспитании трудящихся[11]
- Заслуженный деятель искусств РСФСР (1976)[3]
- Государственная премия СССР (1977) — за фильм «Ирония судьбы, или С лёгким паром!» (1975)[3]
- Государственная премия РСФСР имени братьев Васильевых (1979) — за фильм «Служебный роман» (1977)[3]
- народный артист РСФСР (1991)

## Фильмография
- 1964 — Теперь пусть уходит
- 1964 — Дайте жалобную книгу (совместно с Анатолием Мукасеем)
- 1966 — Берегись автомобиля
- 1968 — Зигзаг удачи
- 1969 — Вчера, сегодня и всегда
- 1970 — Кремлёвские куранты
- 1970 — Любовь к трём апельсинам
- 1973 — Это сладкое слово — свобода!
- 1974 — Москва, любовь моя
- 1975 — Ирония судьбы, или С лёгким паром!
- 1977 — Служебный роман
- 1978 — Уроки французского
- 1979 — Гараж
- 1979 — Тот самый Мюнхгаузен
- 1980 — О бедном гусаре замолвите слово
- 1983 — Анна Павлова
- 1984 — Счастливая, Женька!
- 1984 — Формула любви
- 1986 — Очная ставка
- 1986 — Ночные шёпоты
- 1986 — Певучая Россия
- 1987 — Убить дракона
- 1988 — Куколка
- 1990 — Уроки в конце весны (совместно с Андреем Ренковым)
- 1990 — А вот и я
- 1991 — След дождя
- 1991 — Шкура
- 1992 — Азбука любви
- 1992 — Прогулка по эшафоту
- 1993 — Итальянский контракт
- 1995 — Московские каникулы
- 1996 — Привет, дуралеи!